# Kjetil Ingebrethsen
Kjetil Ingebrethsen (12 luglio 1975) è un cantante doom metal svedese, famoso per essere stato membro della band Tristania dal 2001 all'aprile 2006, quando lasciò il gruppo per intraprendere una nuova carriera solista.
Nella band Kjetil era solito cimentarsi nelle parti vocali growl.

## Discografia

### Con i Tristania
- Ashes (2005)